# Паламарчук Олексій Сергійович
Олексій Сергійович Паламарчук (нар. 22 липня 1991) — український футболіст, воротар команди «Інгулець».

## Біографія
Починав грати в ДЮСШ-11 (Одеса), навчався в ДЮФК «Спартак» Ігоря Бєланова (Одеса) і ДЮСШ «Зелений Гай» (Вознесенськ). Виступав у командах «Реал» (Одеса), «Дністер» (Овідіополь), ФК «Одеса», «Балкани» (Зоря). 
На початку 2020 року став гравцем одеського «Чорноморця». За неповних три сезону зіграв за одеситів 17 матчів. Дебютну і єдину на той час гру в українській Прем'єр-лізі провів 19 вересня 2021 року проти луганської «Зорі» (0:3)
На початку 2022 року підписав контракт із клубом першої ліги «Гірник-Спорт» (Горішні Плавні), але так і не зіграв жодного офіційного матчу через напад РФ на Україну.
21 липня 2022 року на правах вільного агента перейшов до «Інгульця». Першу гру за нову команду в рамках Прем'єр-ліги провів 29 серпня того ж року проти харківського «Металіста» (1:1).

## Статистика
| Сезон   | Клуб                  | Ліга              | Разом | Разом | Кубок | Кубок | Першість дублерів | Першість дублерів |
| Сезон   | Клуб                  | Ліга              | Ігри  | Голи  | Ігри  | Голи  | Ігри              | Голи              |
| ------- | --------------------- | ----------------- | ----- | ----- | ----- | ----- | ----------------- | ----------------- |
| 2009/10 | Дністер (Овідіополь)  | Перша ліга        | 0     | 0     | 0     | 0     | 0                 | 0                 |
| 2010/11 | Дністер (Овідіополь)  | Перша ліга        | 15    | 0     | 1     | 0     | 0                 | 0                 |
| 2011/12 | ФК «Одеса»            | Перша ліга        | 6     | 0     | 0     | 0     | 0                 | 0                 |
| 2012/13 | ФК «Одеса»            | Перша ліга        | 23    | 0     | 1     | 0     | 0                 | 0                 |
| 2014    | «Балкани» (Зоря)      | ЧУ серед аматорів | 10    | 0     | 4     | 0     | 0                 | 0                 |
| 2015    | «Балкани» (Зоря)      | ЧУ серед аматорів | 10    | 0     | 10    | 0     | 0                 | 0                 |
| 2015/16 | «Балкани» (Зоря)      | Кубок України     | 0     | 0     | 2     | 0     | 0                 | 0                 |
| 2016    | «Балкани» (Зоря)      | ЧУ серед аматорів | 11    | 0     | 0     | 0     | 0                 | 0                 |
| 2016/17 | «Балкани» (Зоря)      | Друга ліга        | 23    | 0     | 1     | 0     | 0                 | 0                 |
| 2017/18 | «Балкани» (Зоря)      | Перша ліга        | 29    | 0     | 1     | 0     | 0                 | 0                 |
| 2018/19 | «Балкани» (Зоря)      | Перша ліга        | 27    | 0     | 1     | 0     | 0                 | 0                 |
| 2019/20 | «Балкани» (Зоря)      | Перша ліга        | 13    | 0     | 1     | 0     | 0                 | 0                 |
| 2019/20 | «Чорноморець» (Одеса) | Перша ліга        | 9     | 0     | 0     | 0     | 0                 | 0                 |
| 2020/21 | «Чорноморець» (Одеса) | Перша ліга        | 7     | 0     | 1     | 0     | 0                 | 0                 |
| 2021/22 | «Чорноморець» (Одеса) | Прем'єр-ліга      | 1     | 0     | 0     | 0     | 2                 | 0                 |
| 2022/23 | «Інгулець»            | Прем'єр-ліга      | 17    | 0     | 0     | 0     | 0                 | 0                 |

Прем'єр-ліга: 18 матчів - 0 голів
Перша ліга: 129 матчів - 0 голів
Друга ліга: 23 матчі - 0 голів